# Raquel Sánchez Jiménez
Raquel Sánchez Jiménez (ur. 18 listopada 1975 w m. Gavà) – hiszpańska oraz katalońska polityk, prawniczka i samorządowiec, działaczka Partii Socjalistów Katalonii (PSC), w latach 2021–2023 minister transportu, mobilności i spraw miejskich.

## Życiorys
Absolwentka prawa na Uniwersytecie Barcelońskim. Magisterium z prawa pracy i ubezpieczeń społecznych uzyskała na Uniwersytecie Pompeu Fabry. Podjęła praktykę w zawodzie adwokata. Zaangażowała się w działalność polityczną w ramach Partii Socjalistów Katalonii, katalońskiego ugrupowania skonfederowanego z Hiszpańską Socjalistyczną Partią Robotniczą (PSOE). W 2007 została radną rodzinnej miejscowości, od tegoż roku pełniła funkcję zastępczyni burmistrza. W 2014 objęła stanowisko alkada miejscowości Gavà. W 2016 weszła w skład zarządu PSC, była sekretarzem do spraw kobiet, następnie została sekretarzem do spraw strategii i klimatu.
W lipcu 2021 powołana na ministra transportu, mobilności i spraw miejskich w drugim rządzie Pedra Sáncheza. W 2023 z listy PSOE została wybrana w skład Kongresu Deputowanych. W listopadzie tego samego roku zakończyła pełnienie funkcji rządowej.